# Okręg wyborczy High Peak
Okręg wyborczy High Peak - okręg wyborczy obejmujący północno-zachodnią część hrabstwa Derbyshire. Powstał w 1885 r. i wysyła do brytyjskiej Izby Gmin jednego deputowanego.

## Deputowani do brytyjskiej Izby Gmin z okręgu High Peak[3]
- 1885-1900 : William Sidebottom, Partia Konserwatywna
- 1900-1910 : Oswald Partington, Partia Liberalna
- 1910-1929 : Samuel Hill-Wood, Partia Konserwatywna
- 1929-1939 : Alfred Law, Partia Konserwatywna
- 1939-1961 : Hugh Molson, Baron Molson, Partia Konserwatywna
- 1961-1966 : David Walder, Partia Konserwatywna
- 1966-1970 : Peter Jackson, Partia Pracy
- 1970-1983 : Spencer Le Marchant, Partia Konserwatywna
- 1983-1992 : Christopher Hawkins, Partia Konserwatywna
- 1992-1997 : Charles Hendry, Partia Konserwatywna
- 1997-2010 : Tom Levitt, Partia Pracy
- 2010-2017 : Andrew Bingham, Partia Konserwatywna
- 2017-2019 : Ruth George, Partia Pracy[4]
- 2019-2024 : Robert Largan, Partia Konserwatywna[5]
- 2024-     : Jon Pearce, Partia Pracy[6]